# Excrementory Grindfuckers
Excrementory Grindfuckers est un groupe allemand de grindcore, originaire de Hanovre.

## Histoire
Excrementory Grindfuckers est formé par Him et Rob le 22 mai 2001, à l'origine en tant que projet d'enregistrement. 30 morceaux sont enregistrés entre mai et octobre 2001 et étaient disponibles au téléchargement sur la page d'accueil du groupe. Plus tard, un CD-R intitulé Guts, Gore and Grind, contenant ces morceaux, est mis en vente,. Grâce à leur mélange original de mélodies pop, rock et populaires accrocheuses et connues (par ex. The Final Countdown d'Europe, When the Saints Go Marching In et You're My Heart, You're My Soul de Modern Talking, Rollin' de Limp Bizkit, et Punk Rock Song de Bad Religion) et le grindcore, qui se caractérise par des riffs particulièrement rapides et durs, le groupe gagne de nombreux fans dans le milieu du metal extrême. Outre le traitement purement musical des chansons, tous les morceaux sont accompagnés de textes nouveaux ou modifiés, et l'album contenait également des compositions personnelles satiriques avec des titres tels que Picknick im Zenit metaphysischen Widerscheins der astralen Kuhglocke ou Grind It Yourself.
En 2004, le groupe sort l'album auto-produit Fertigmachen, Szeneputzen !, qui comporte 99 pistes et une durée de 73:59 min et qui comprenait entre autres des reprises de Metallica. Avec cet album, le groupe fait une tournée en Allemagne en automne 2004 en première partie des Apokalyptischen Reiter. En hiver 2006/2007, un nouvel album est enregistré (autoproduction, durée 79:59 min, également 99 titres), qui est publié sous le titre Bitte nicht vor den Gästen et à nouveau en auto-production. Pour la première fois, les reprises et les compositions propres s'équilibrent proportionnellement sur cet album. Outre les membres du groupe, dix chanteurs invités figurent sur l'album. Ces reprises incluent celle de notamment Griechischer Wein d'Udo Jürgens. En décembre 2007, le groupe réédite ses premières œuvres de Guts, Gore and Grind en format CD, y compris quelques titres bonus. La notoriété désormais assez élevée pour un groupe sans label a également permis au groupe de se produire en live dans les plus grands festivals de metal d'Allemagne, notamment le Wacken Open Air (2008, 2011 et 2014) et le Summer Breeze Open Air (2006, 2009, 2011, 2012, 2014 et 2017).
En été 2010, l'album Headliner der Herzen est publié. Il contient à nouveau 99 chansons et dure 79:59 minutes. La part des reprises a encore diminué par rapport aux albums précédents, de sorte que les deux tiers de l'album sont désormais composés de compositions originales. Début 2011, le groupe annonce sur Facebook le départ de Rufus pour des raisons personnelles. Une semaine plus tard, Horn de Jack Slater les rejoints, mais il ne reste pas longtemps dans le groupe et n'apparaît sur aucun album du groupe. L'album suivant, Ohne kostet extra, sort en mai 2013 en CD et, pour la première fois pour un album du groupe, en vinyle. Il s'agit du premier album du groupe sans reprises, et plusieurs running gags des albums précédents (comme la longueur de l'album de 99 chansons, la piste cachée, les instructions How to make Grindcore) sont abandonnés.
À l'occasion du concert au Wacken Open Air 2014, l'album de Noël des Grindfuckers, Rampampampamm! – Weihnachten mit den Grindfuckers. L'emballage de l'album consiste ici en un calendrier qui contient les textes et les crédits au lieu du livret habituel des albums CD. La sortie est promue par plusieurs concerts (comme au Wacken Open Air 2014, Summer Breeze 2014, Metal Frenzy 2014), à la fin de l'année 2014 le groupe fait une tournée des clubs en Allemagne, en Autriche et en Suisse avec l'album.
Fin 2016 sort Vorsprung durch Hektik, le premier album du groupe avec le nouveau chanteur Kai. Il ne contient lui aussi que des compositions originales. Outre 22 autres chansons, l'album comprend Der Mann mit der albernen Maske, une chanson de 10 minutes.
En été 2018, le groupe effectue sa première tournée au Canada et aux États-Unis, suivie à l'automne 2018 d'une réédition de la tournée Fleischmarsch, en compagnie de Japanese Kampfhörspiele.

## Discographie
- 2001 : Guts, Gore and Grind (CD-R)
- 2004 : Fertigmachen, Szeneputzen!
- 2007 : Bitte nicht vor den Gästen!
- 2010 : Headliner der Herzen
- 2012 : Aus Liebe zum Geld – Ihre schönsten Misserfolge
- 2013 : Ohne kostet Extra
- 2014 : Rampampampamm! – Weihnachten mit den Grindfuckers
- 2016 : Vorsprung durch Hektik
- 2019 : Musik zum Kopfschütteln

### Sous Nebelmacht
- 2002 : Seuchenfriede (promo)